# Ryan McDonald (Snowboarder)
Ryan McDonald (* 1980) ist ein ehemaliger US-amerikanischer Snowboarder. Er startete in der Paralleldisziplinen.

## Werdegang
McDonald startete im Dezember 1999 im Mont Sainte-Anne erstmals im Snowboard-Weltcup der FIS und errang dabei den 53. Platz im Riesenslalom. Bei den Juniorenweltmeisterschaften 2000 in Berchtesgaden belegte er den 51. Platz im Parallelslalom und den neunten Rang im Parallel-Riesenslalom. In der Saison 2000/01 siegte er im Riesenslalom beim Europacup in Sappada und errang damit den dritten Platz in der Riesenslalom-Wertung. In der folgenden Saison erreichte er in Arosa mit Platz acht im Parallel-Riesenslalom seine einzige Top-Zehn-Platzierung im Weltcup und zum Saisonende mit Platz 29 im Parallel-Weltcup sein bestes Gesamtergebnis. In der Saison 2002/03 errang er mit dem sechsten Platz in der Parallel-Wertung des Nor-Am-Cups seine beste Gesamtplatzierung in dieser Rennserie. Bei den Snowboard-Weltmeisterschaften 2003 am Kreischberg belegte er den 29. Platz im Parallel-Riesenslalom und den achten Rang im Parallelslalom. Seinen 62. und damit letzten Weltcup absolvierte er im März 2008 in Lake Placid, welchen er auf dem 37. Platz im Parallel-Riesenslalom beendete.

## Weltcup-Gesamtplatzierungen
| Saison    | Gesamt | Gesamt | Parallel | Parallel |
| Saison    | Punkte | Platz  | Punkte   | Platz    |
| --------- | ------ | ------ | -------- | -------- |
| 1999/2000 | 13     | 127.   | -        | -        |
| 2001/02   | -      | -      | 300      | 29.      |
| 2002/03   | -      | -      | 562      | 37.      |
| 2003/04   | -      | -      | 544      | 38.      |
| 2004/05   | -      | -      | 755      | 35.      |
| 2005/06   | 20     | 321.   | 20       | 86.      |
| 2006/07   | 39     | 249.   | 39       | 64.      |
| 2007/08   | 19     | 322.   | 19       | 70.      |